# Anastasija Mietiołkina
Anastasija Nikołajewna Mietiołkina, ros. Анастасия Николаевна Метёлкина (ur. 10 marca 2005 we Włodzimierzu) – rosyjsko-gruzińska łyżwiarka figurowa reprezentująca Gruzję, startująca w parach sportowych z Łuką Bieruławą. Wicemistrzyni Europy (2024), medalistka zawodów z cyklu Grand Prix oraz Junior Grand Prix, złota medalistka finału Junior Grand Prix (2023).

## Osiągnięcia

### Z Łuką Bieruławą (Gruzja)
| Zawody                                | 23–24          |                |                |                |                |                |                |                |                |                |                |                |                |                |                |                |                |
| Międzynarodowe                        | Międzynarodowe | Międzynarodowe | Międzynarodowe | Międzynarodowe | Międzynarodowe | Międzynarodowe | Międzynarodowe | Międzynarodowe | Międzynarodowe | Międzynarodowe | Międzynarodowe | Międzynarodowe | Międzynarodowe | Międzynarodowe | Międzynarodowe | Międzynarodowe | Międzynarodowe |
| ------------------------------------- | -------------- | -------------- | -------------- | -------------- | -------------- | -------------- | -------------- | -------------- | -------------- | -------------- | -------------- | -------------- | -------------- | -------------- | -------------- | -------------- | -------------- |
| Mistrzostwa świata                    | 7              |                |                |                |                |                |                |                |                |                |                |                |                |                |                |                |                |
| Mistrzostwa Europy                    | 2              |                |                |                |                |                |                |                |                |                |                |                |                |                |                |                |                |
| Warsaw Cup                            | 1              |                |                |                |                |                |                |                |                |                |                |                |                |                |                |                |                |
| Międzynarodowe: Kategorie młodzieżowe |                |                |                |                |                |                |                |                |                |                |                |                |                |                |                |                |                |
| JGP Finał                             | 1              |                |                |                |                |                |                |                |                |                |                |                |                |                |                |                |                |
| JGP w Turcji                          | 1              |                |                |                |                |                |                |                |                |                |                |                |                |                |                |                |                |
| JGP na Węgrzech                       | 1              |                |                |                |                |                |                |                |                |                |                |                |                |                |                |                |                |

### Z Daniiłem Parkmanem (Gruzja)
| Mistrzostwa świata       | 16 | WD |    |
| Mistrzostwa Europy       |    | WD | WD |
| GP Grand Prix Helsinki   |    |    | 3  |
| GP MK John Wilson Trophy |    |    | 4  |
| CS Finlandia Trophy      |    |    | WD |
| CS Golden Spin of Zagreb |    | 2  |    |
| CS Nebelhorn Trophy      |    |    | 5  |
| CS Warsaw Cup            |    | 5  |    |
| Budapest Trophy          |    | 2  |    |